# Topo (imbarcazione)
Il topo (chiamato anche mototopo nella sua variante a motore) è un'imbarcazione tipica della tradizione lagunare veneta.
Principalmente usato come barca da trasporto merci nella sua versione commerciale ha anche degli antenati a vela. Il topo si adattava alla vela al terzo. Usato nelle zone meno calme della laguna di Venezia dove la vicinanza del mare ne rendeva la navigazione più difficoltosa per le barche a fondo piatto. Di dimensioni inferiori rispetto al burchio lo rendeva più agile di quest'ultimo e dunque più adatto a rispondere ad esigenze di manovrabilità anche se naturalmente riduceva le capacità di carico.
La versione mototopo molto conosciuto nella città lagunare è l'equivalente del furgone da trasporto in terraferma, infatti a Venezia incontriamo le più note compagnie di trasporto come ad esempio i corrieri espressi che utilizzano questa imbarcazione per eseguire le consegne in città.

## Materiale di costruzione
Il materiale tradizionale per la costruzione dello scafo è il legno e la sua lavorazione richiede l'uso di forme e piegature a caldo. Il motore dei modelli da trasporto è collocato all'interno dell'imbarcazione in apposito vano e ha potenze che possono arrivare a richiedere la patente nautica per la conduzione.

## Curiosità
Nello spettacolo teatrale Il Milione. Quaderno veneziano, Marco Paolini racconta un passaggio dove il mototopo come imbarcazione è protagonista rallegrando tutti gli spettatori.

## Variazioni
- topo istriano
- batello pellestrinotto
- batello chioggiotto
- topo buranello
- topo veneziano